# Pala (arma)
La pala è un'arma bianca manesca del tipo spada tipica della Turchia. Sviluppata dalle truppe dell'Impero ottomano quale variante pesante del kilij, la Scimitarra turca per antonomasia, aveva lama dalla curvatura molto accentuata, pesante, con marcato contro-taglio.